# Привилегия (социальное неравенство)
Привиле́гия — системное преимущество (привилегия), получаемое индивидом (группой, сословием и так далее) в силу его принадлежности к той или иной доминирующей социальной группе и дающее ему непропорционально большой, по сравнению с маргинализованными индивидами, доступ к материальным ресурсам и институциональной власти.
Классическими примерами привилегий являются сословные, белые и мужские привилегии; современные исследователи также анализируют привилегии, связанные с классом, сексуальностью, возрастом и другими системами господства, и изучают их взаимодействие и взаимовлияние. Привилегии позволяют членам привилегированных групп избегать системных ограничений и препятствий, с которыми сталкиваются члены угнетённых групп. В отличие от многих других преимуществ, привилегии возникают не как результат индивидуальных способностей или достижений, а лишь по факту принадлежности к господствующей социальной группе.

## История
Вероятно, история привилегий как концепта восходит к книге американского социолога и историка У. Б. Дюбуа «Души чёрного народа» (1903). В ней он писал, что, хотя афроамериканцы видели жизнь белых американцев и осознавали расовую дискриминацию, белые американцы мало думали как об афроамериканцах, так и о последствиях расовой дискриминации . В 1935 году Дюбуа написал о так называемой «зарплате за белизну» (wages of whiteness), которую получают белые американцы. Он писал, что она включает в себя вежливость и почтение, беспрепятственный доступ ко всем общественным мероприятиям, снисходительное обращение в суде и доступ в лучшие школы.
В 1988 году американская феминистка и антирасистка Пегги Макинтош опубликовала книгу «Белые привилегии и мужские привилегии» (англ. White Privilege and Male Privilege: A Personal Account of Coming to See Correspondences through Work in Women’s Studies). В ней Макинтош описала сорок шесть привилегий, которые она, как белый человек, имела в Соединённых Штатах. Например: «Я могу быть уверена, что, если мне понадобится юридическая или медицинская помощь, моя раса не сработает против меня» и «мне не нужно учить своих детей осознавать системный расизм для их повседневной физической защиты». Макинтош описала белые привилегии как «невидимый пакет незаработанных активов», которые белые люди не хотят признавать и которые приводят к тому, что они чувствуют себя уверенно, комфортно и не обращают внимания на расовые проблемы, в то время как люди других рас становятся неуверенными, испытывающими неудобства и отчуждёнными. Эссе Макинтош было признано за стимулирование академического интереса к привилегиям, которые с тех пор широко изучались на протяжении десятилетий.

## Характерные черты
Для привилегий характерны следующие основные черты:
1. Привилегии невидимы для своих обладателей. Как социальный и культурный механизм привилегии структурируют социальную реальность таким образом, что люди, пользующиеся привилегиями, этого не замечают[14].
2. Привилегированная группа обладает властью определять социальную норму. Привилегированные группы становятся образцом нормативных отношений, относительно которых представители маргинализованных групп определяются как отклонение или исключение. В отношении мужских привилегий[англ.] это явление носит название «андроцентризм»[6], в отношении гетеросексуальных — «гетеронормативность», в отношении цисгендерных — «циснормативность».
3. Социальные разделения на привилегированные и маргинализированные группы натурализируются. Социальные разделения по признакам пола, гендера, расы, класса, сексуальности описываются и осознаются как естественные, имеющие божественное или природное происхождение. Убеждения в естественности социальных иерархий оправдывают эти иерархии и освобождают господствующие группы от ответственности за социальное неравенство[6].
4. Представители привилегированных групп ощущают себя вправе занимать более высокое положение. Они верят, что имеют право на признание, уважение и поощрение на основании своей принадлежности к привилегированной группе[6].